# Gina Côrte-Real
Manuela Georgina Carmo Bucar Côrte-Real (kurz Gina Côrte-Real)  ist eine leitende Beamtin aus Osttimor.
2008/2010 war Côrte-Real Nationale Direktorin für Handel und 2011 Generaldirektorin im Ministerium für Tourismus, Handel und Industrie.
2024 wurde Côrte-Real zur Präsidentin der Gemeindeverwaltung der Gemeinde Ainaro ernannt. Die Vereidigung fand am 11. Januar statt. Côrte-Real ist die erste Frau an der Spitze von Ainaro.
Côrte-Real ist verheiratet mit José Turquel.